# 내셔널 럭비 리그

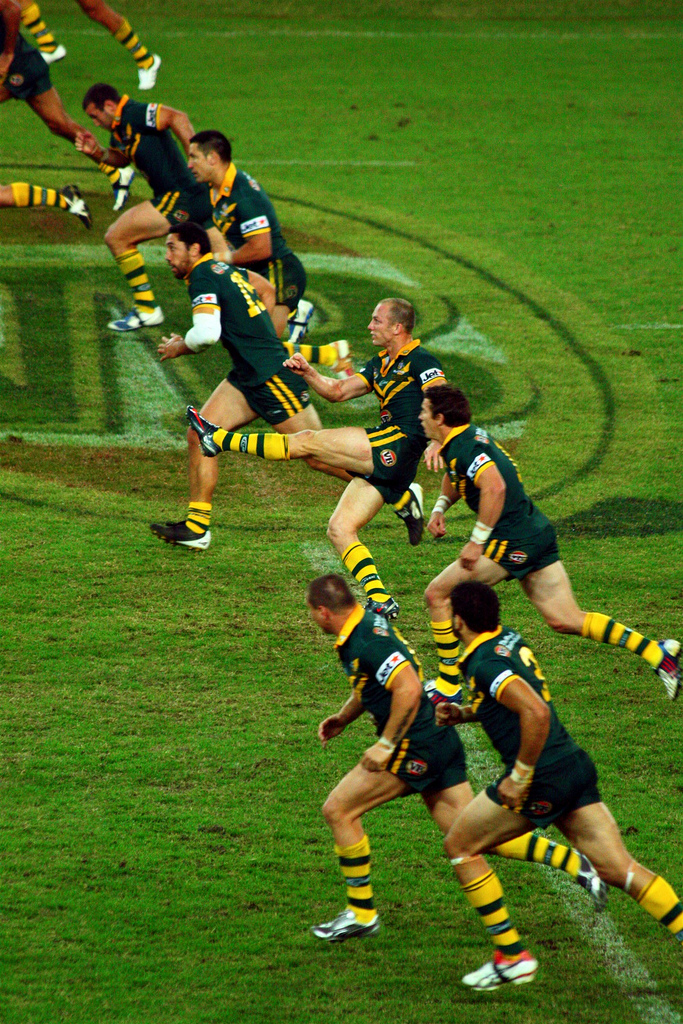

내셔널 럭비 리그 (NRL, National Rugby League)는 1997년 설립되어 1998년 시작된 오스트랄라시아의 프로 럭비 리그 대회(오스트레일리아 15팀과 뉴질랜드 1팀)이다.

## 리그 구조
- 3월 초에 개막해서 팀당 정규시즌 24경기를 뜀(2주 휴식)
- 9월부터는 플레이오프에 돌입, 10월의 첫째 주 일요일에 열리는 그랜드 파이널에서 우승 팀결정

## 월드 클럽 챌린지
내셔널 럭비 리그의 우승팀과 유럽의 럭비 리그 대회인 슈퍼리그의 우승팀은 축구에서의 클럽 월드컵에 해당하는 월드 클럽 챌린지 출전권이 주어진다.

## 참가팀
- 브리즈번 브롱코스
- 캔터베리 불독스
- 캔버라 레이더스
- 크로눌라 샤크스
- 골드 코스트 타이탄스
- 맨리-워링가 씨 이글스
- 멜버른 스톰
- 뉴질랜드 워리어스
- 뉴캐슬 나이츠
- 노스 퀸즐랜드 카우보이스
- 패러매타 일스
- 펜리스 팬터스
- 세인트 조지 일라와라 드래곤스
- 사우스 시드니 래비토스
- 시드니 루스터스
- 웨스트스 타이거스